# Marian Farquharson
Marian Sarah Ogilvie Farquharson,nacida Ridley, FLS, FRMS (West Meon, Hampshire, Inglaterra, 2 de julio de 1846-Niza,Francia,20 de abril de 1912) era una naturista y activista de derechos de las mujeres británica. Fue la primera socia mujer del Royal Microscopical Society, aunque no se le permitía asistir a las reuniones. Se recuerda a Marian Farquharson  por su campaña de apoyo a los derechos de las mujeres para conseguir la plena igualdad en la sociedad científica.

## Biografía
Marian Sarah Ridley fue educada en casa con lecciones en Londres, se unió al Epping Forest and Essex Naturalists' Field Club en 1881. Aquel mismo año, se publicó su libro Una guía de bolsillo de helechos británicos. En 1883, se casó con Robert Francis Ogilvie Farquharson cerca de Alford, Aberdeenshire, donde se mudó. Marian Farquharson continuó su interés en historia natural mientras estaba en Escocia, publicando dos artículos en Scottish Naturalist. En 1885, fue elegida la primera socia del Royal Microscopical Society. Aunque como mujer tenía prohibida la asistencia a cualquiera de las reuniones o votar en la sociedad.  

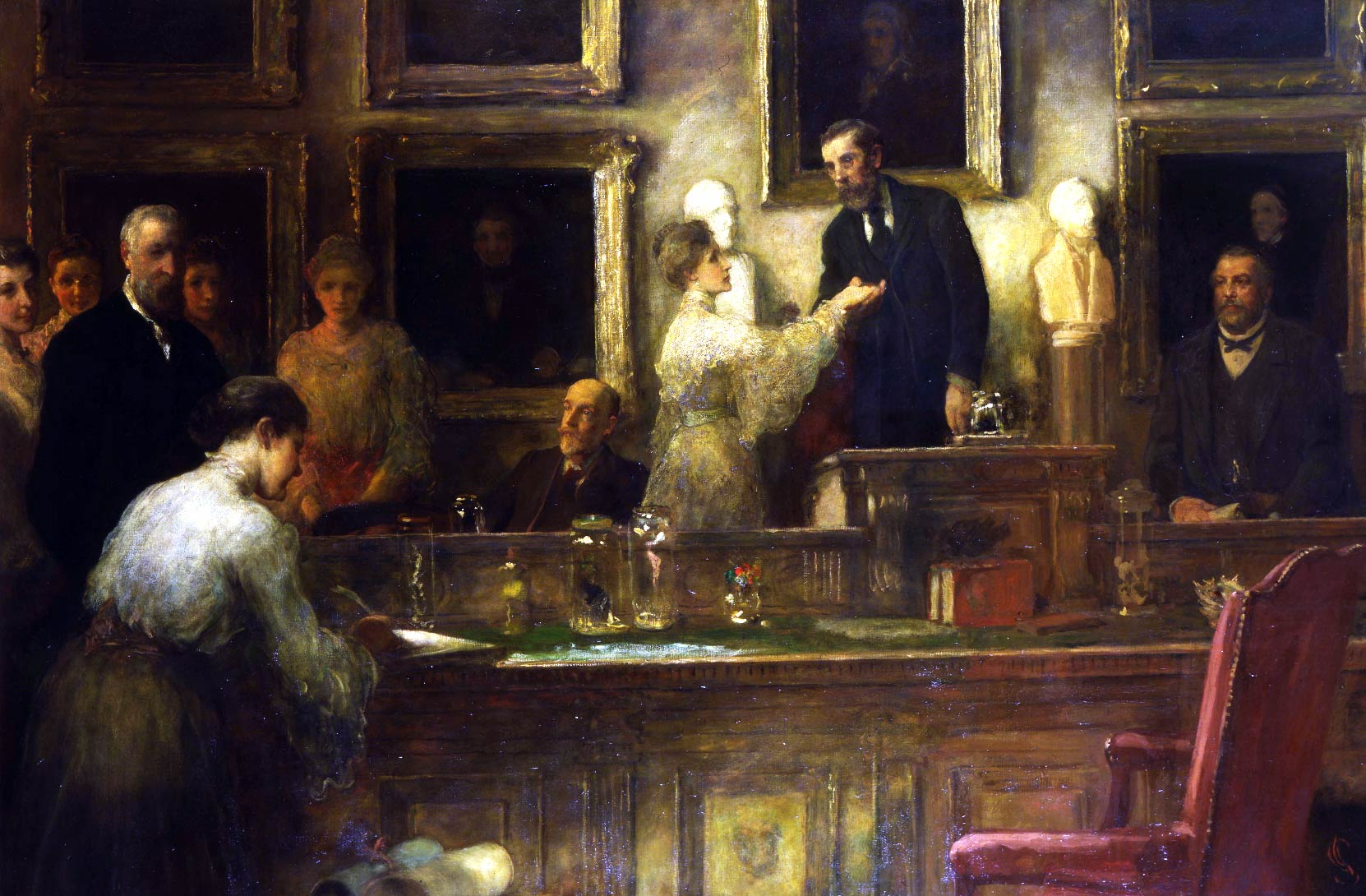
La primera Socia mujer del Linnean Society de Londres, 1905

Después de la muerte de su marido en 1890, Marian Farquharson inició su activismo para defender los derechos de las mujeres para lograr la plena participación e igualdad en la sociedad científica. Fundó y fue presidenta de la Asociación escocesa para Promoción del trabajo Público de las mujeres.
En 1900, Farquharson envió una carta solicitando su admisión a la Royal Society y a la Linnean Society de Londres que "las mujeres debidamente cualificadas deberían tener las ventajas de una beca completa en sociedades científicas ". La Sociedad de Linnean inicialmente se negó a aceptar la petición con la excusa de que solo podía aceptar uno a través de uno de sus compañeros. Después de que su expresidente John Lubbock, el 1er barón Avebury volviera a presentar la petición en su nombre, la sociedad finalmente rechazó la propuesta porque dudaba de su estatuto real pudiera aplicarse a las mujeres. La Royal Society también dio una respuesta similar.
El año siguiente, la petición de Farquharson a la Linnean Society se intensificó debajo él finalmente estado de acuerdo para el petition paridad con sus . En 1903, la Sociedad decidió buscar una recomendación complementaria del Rey explícitamente permitiendo el acceso a socias mujeres. Una papeleta de quince mujeres para la camaradería finalmente tuvo lugar en diciembre de 1904, donde todos excepto Farquharson fueron admitidos. Farquharson no fue admitida en la Sociedad hasta que en1908 cuándo su admisión se volvió a presentar. Debido a su estado de salud, nunca firmó la admisión a la Sociedad muriendo en Niza el 20 de abril de 1912.